# Абатство Сен-Бенуа-дю-Лак
Абатство Сен-Бенуа-дю-Лак, засноване в 1912 — бенедиктинське абатство Солемської конгрегації. Орієнтовна вартість у 2021 році — 46,8 млн доларів, площа — 2,2 млн квадратних метрів.

## Географія

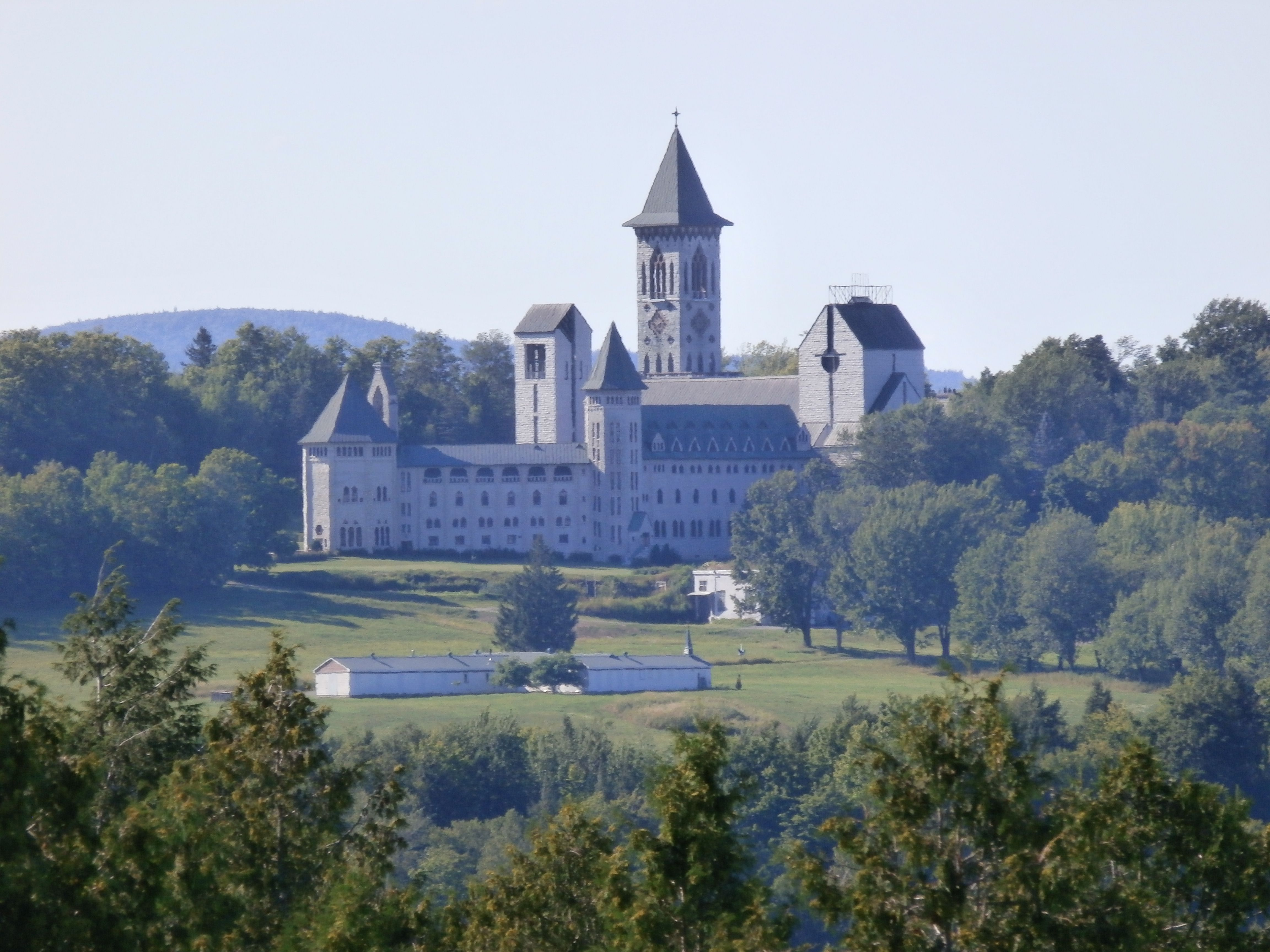
Абатство Сен-Бенуа-дю-Лак на західному березі озера Мемфремагог.

Абатство знаходиться в муніципалітеті Сен-Бенуа-дю-Лак в Квебеку (Канада), на західному березі озера Мемфремагог неподалік села Остін.
Споруда височить на пагорбі над озером, а його архітектурне виконання нагадує замок із вежами та кам'яними стінами.
Монастир популярний серед туристів та відкритий для відвідування. За попереднім замовленням відвідувачі можуть там переночувати.
Ченці абатства роблять знаменитий сир Сен-Бенуа і сидр із яблук, зібраних у їхніх садах. Ці продукти, а також книги, музичні записи та релігійні предмети пропонуються для продажу у магазині.

## Історія

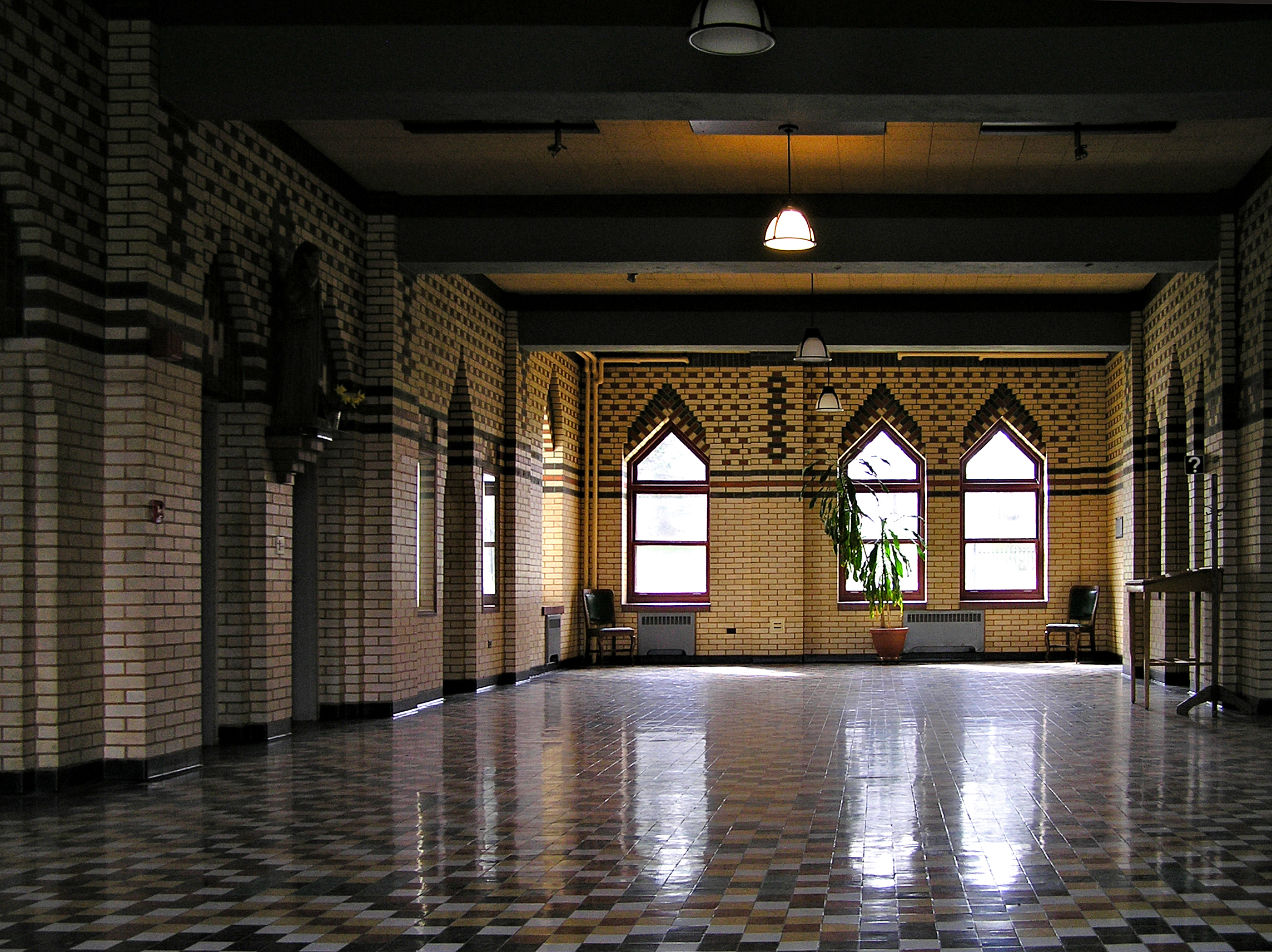
Зал

З 1912 року Дом Жозеф Потьє (реставратор григоріанського співу), абат французької громади Сен-Вандріль-де-Фонтенель, висланий до Бельгії відповідно до законів проти конфесійних згромаджень у Франції, вирішив заснувати громаду в Канаді. З цією метою він скерував туди отця Дома Поля Ванньє. З схвалення єпископа Шербрука, Монсеньйора Ла Рока, він придбав ферму на березі озера Мемфремагог .
Декілька кандидатів у громаду з'явилися на ферму, де поки що існувала лише звичайна келія. П'ять ченців були відправлені туди з Франції як підкріплення незадовго до початку Першої світової війни. В 1914 році Дом Ванньє випадково загинув, потонувши в озері Мемфремагог під час подорожі в Магог на моторному човні.
У 1919 році громада, в якій тоді було всього п'ять ченців (чотири французи та один франко-канадець), опинилася в критичному фінансовому становищі, і материнське абатство вирішило покласти край експерименту. Проте громада Сен-Бенуа-дю-Лак направила двох ченців до Європи за підтримкою. Останнім вдалося переконати зберегти громаду в Канаді, тим більше, що громада Сен-Вандріль, яка з Бельгії повернулася до Франції, так і не осіла у Канаді.
У роки пріорату Дома Леонса Креньє з 1931 по 1944 рік Сен-Бенуа-дю-Лак був зведений у ранг конвенту (тобто автономного монастиря) у 1935 році. Дом Креньє також вирішив побудувати нинішнє абатство і попросив Дома Белло скласти план. Будинки були благословлені 11 липня 1941 р.
В 1944 році Дом Жорж Меркюр став першим настоятелем монастиря канадського походження.
23 вересня 1952 р. монастир було перетворено на абатство, яке стало незалежним у рамках Солемської конгрегації. Високопреосвященний отець Дом Одюль Сільвен став першим настоятелем. Під час його ігуменства, яке тривало понад 30 років, було збудовано гуртожиток, дзвіницю та крипту абатської церкви завдяки пожертвуванням багатьох мирян. Плани цих будівель виконав Дом Клод-Марі Коте, монах-архітектор та учень Дома Белло.
13 червня 1983 р. високопреосвященний отець Дом Жак Гарно був обраний другим абатом Сен-Бенуа-дю-Лак. Під час його ігуменства у 1990 році за планами квебецького архітектора румунського походження Дана Хангану розпочалися будівельні роботи над монастирською церквою.
20 травня 2006 р. високопреосвященний отець Дом Андре Лаберж був обраний третім абатом Сен-Бенуа-дю-Лак і отримав благословення абатства 6 серпня того ж року.
Нині в абатстві — близько 50 ченців, які живуть за уставом святого Бенедикта.

## Галерея

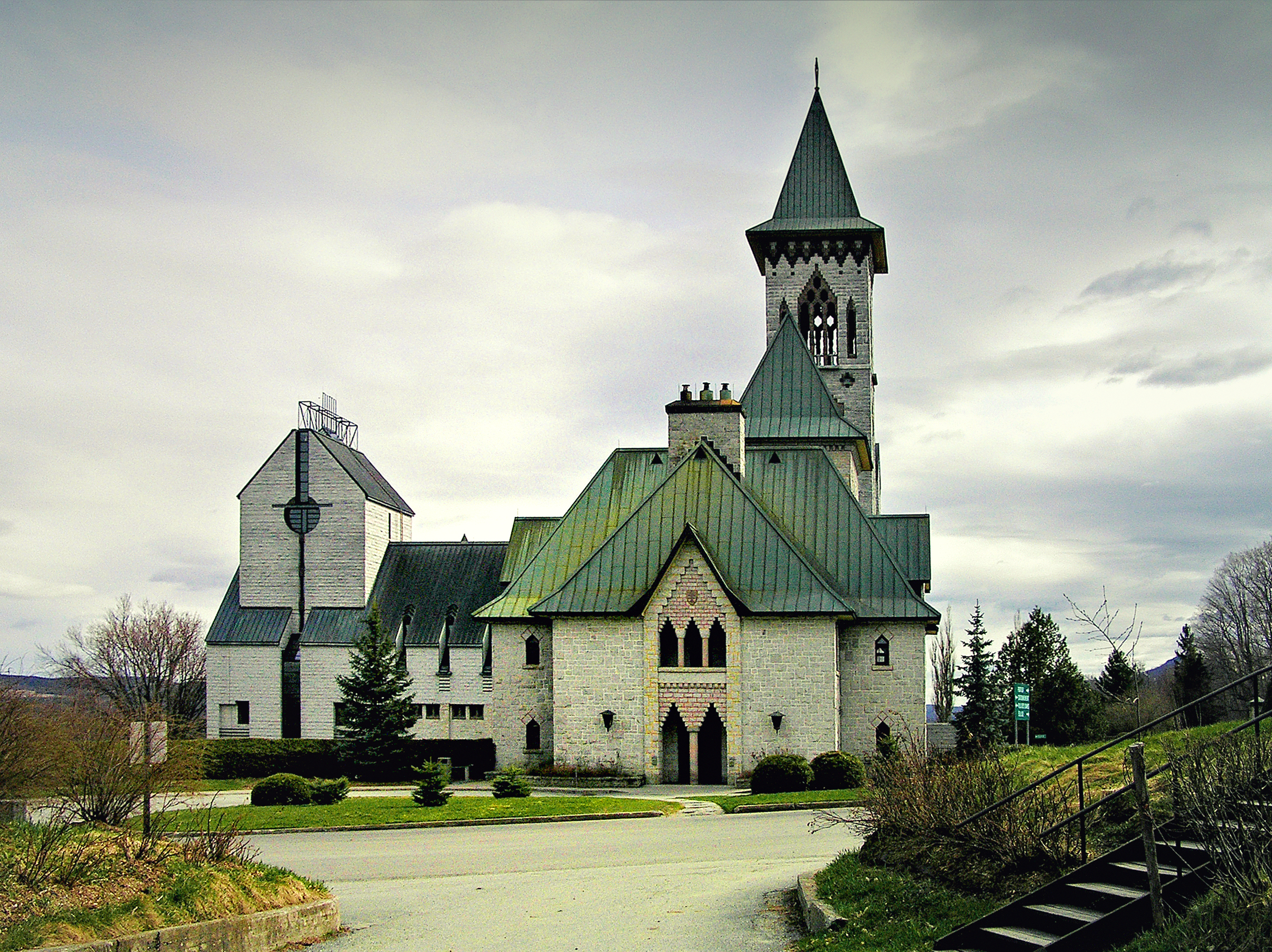
абатство
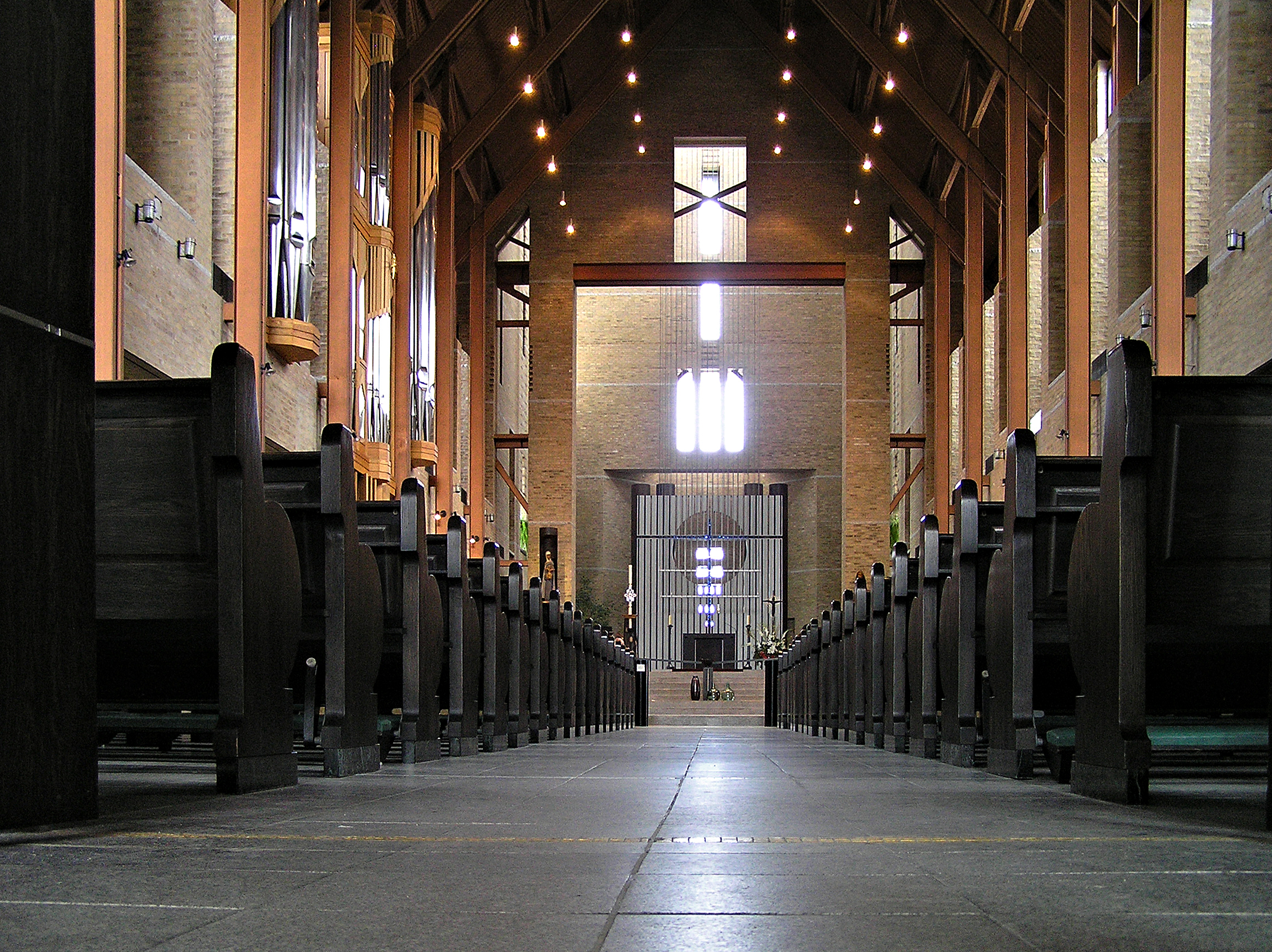
Інтер'єр церкви
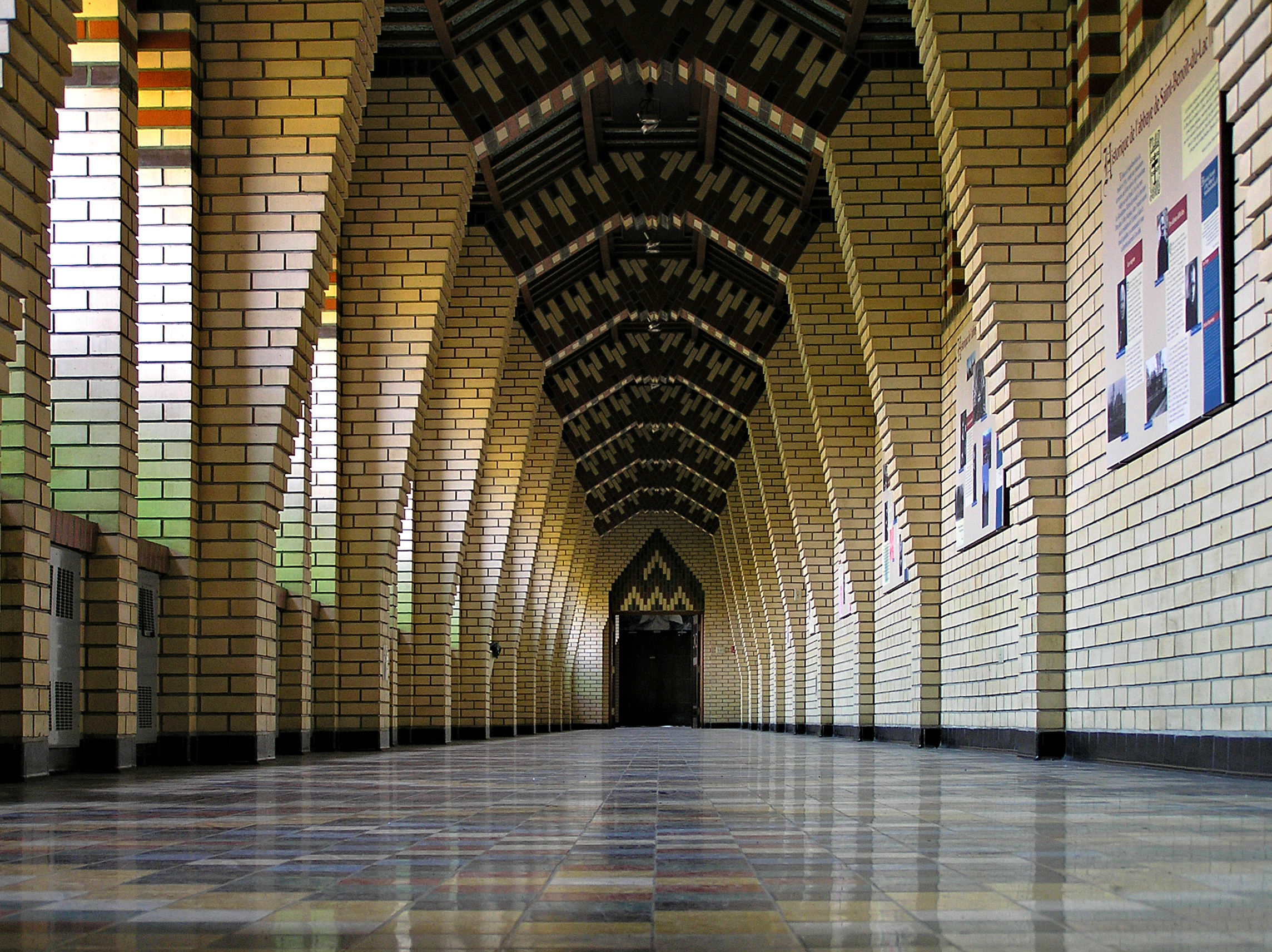
монастир
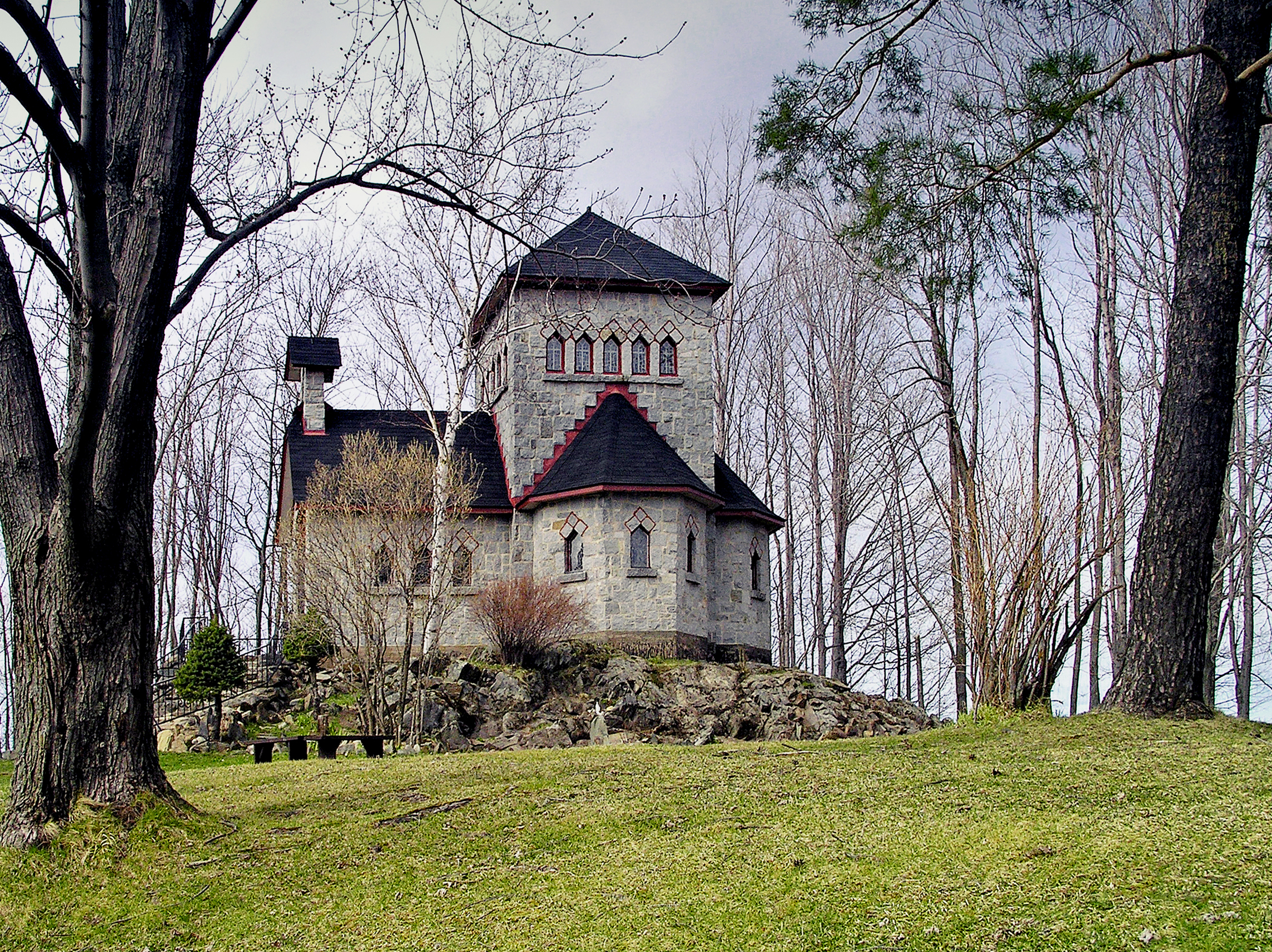
Вежа